# San Sebastián de Buenavista
San Sebastián de Buenavista là một khu tự quản thuộc tỉnh Magdalena, Colombia. Thủ phủ của khu tự quản San Sebastián de Buenavista đóng tại San Sebastián de Buenavista Khu tự quản San Sebastián de Buenavista có diện tích 421 ki lô mét vuông. Đến thời điểm ngày 28 tháng 5 năm 2005, khu tự quản San Sebastián de Buenavista có dân số 15551 người.